# Aufsicht (Schulrecht)
Lehrer haben eine Dienstpflicht zur Aufsicht über die Schüler.

## Aufsichtspflicht im deutschen Schulrecht
Die wesentlichen Bestimmungen der Aufsichtspflicht ergeben sich aus sehr allgemeinen Rechtsnormen; die folgenden Ausführungen gelten daher für ganz Deutschland und wahrscheinlich darüber hinaus; im Schulrecht der einzelnen Bundesländer sind lediglich Details unterschiedlich geregelt (z. B. Aufsichtspflicht an Schulbushaltestellen).

### Rechtsquellen
Die Dienstpflicht der Lehrer zur Aufsicht über die Schüler beim Unterricht und bei anderen schulischen Veranstaltungen leitet sich ab
- aus dem gebotenen Schutz von Minderjährigen, als Ersatz der elterlichen Aufsichtspflicht, und
- aus der Fürsorge- und Verkehrssicherungspflicht, die aus dem Schulverhältnis folgt, und die auch für volljährige Schüler gilt.

Ausführungsbestimmungen werden von den Kultusministerien per Erlass geregelt.

### Inhalt
Inhalt der Aufsicht ist es,
- die Schüler vor Schäden zu bewahren,
- die Einhaltung der Hausordnung zu gewährleisten und
- von den Schülern ausgehende Schäden zu verhindern.

### Verpflichtete
Aufsichtspflichtig sind
- zunächst der Lehrer, dem die Schüler anvertraut sind, sei es durch die Unterrichtsverteilung oder durch freiwillige Übernahme;
- im Übrigen jeder Lehrer einer Schule gegenüber allen Schülern, so weit sich die Notwendigkeit zum Eingreifen aus den Umständen ergibt;
- der Schulleiter für die Organisation der Aufsicht.

Wenn die Aufsicht durch Hilfspersonen unterstützt wird, ist der aufsichtspflichtige Lehrer auch für deren sorgfältige Auswahl und Anleitung und sachgerechten Einsatz verantwortlich.

### Umfang und Maß
Die Aufsichtspflicht erstreckt sich räumlich auf
- die schulischen Anlagen,
- die Orte der Schulveranstaltungen, und
- die Wege zwischen verschiedenen schulischen Veranstaltungsorten;

und zeitlich auf
- den Unterricht einschließlich Arbeitsgemeinschaften,
- die Pausen,
- eine angemessene Zeit vor Unterrichtsbeginn und nach Unterrichtsende,
  - dazu kann eine Aufsicht an der Schulbushaltestelle gehören,
- Schulfahrten,
- sonstige schulische Veranstaltungen, auch wenn die Teilnahme freigestellt ist,
  - dabei kann die Aufsichtspflicht die Überlegung umfassen, wie die Schüler sicher zu der Veranstaltung oder zum Treffpunkt und zurück nach Hause kommen.

Eine Aufsichtspflicht besteht nicht,
- wenn sich ein Schüler unerlaubt von der Gruppe entfernt,
- in bestimmten Fällen, wenn die Erziehungsberechtigten ihr Einverständnis gegeben haben, dass keine Aufsicht geführt wird.

Das Maß der Aufsichtspflicht ergibt sich im Einzelfall aus vernünftiger Abwägung zwischen
- der Verpflichtung zur Vermeidung von Schaden,
- dem Erfordernis der Praktikabilität und
- dem Verlangen der Schüler nach Selbständigkeit und Eigenverantwortlichkeit, die zu fördern ein Ziel der Erziehung ist.

Aufsichtsmaßnahmen sind somit unter anderem abhängig von:
- dem Alter und der Einsichtsfähigkeit der Schüler,
- den räumlichen Verhältnissen am Ort der Aufsichtsführung und
- erkennbaren, akuten Gefährdungsmöglichkeiten (z. B. Baustelle).

### Ausführung
Die Aufsicht muss kontinuierlich, aktiv und präventiv erfolgen.
Kontinuierliche Aufsicht heißt:
- die Schüler müssen sich, in der Regel durch Anwesenheit eines Lehrers, jederzeit beaufsichtigt fühlen;
- muss ein Lehrer den Ort der Aufsichtführung verlassen, so muss er alle zumutbaren Vorkehrungen treffen, um für die Zeit seiner Abwesenheit Gefahren von den Schülern oder durch die Schüler abzuwenden;
- ist die Abwesenheit eines Lehrers im Voraus bekannt, muss die Schulleitung die ersatzweise Aufsichtsführung sicherstellen.

Aktive Aufsichtsführung heißt:
- der Lehrer darf sich in der Regel nicht mit Warnungen und Weisungen an die Schüler begnügen;
- er muss vielmehr im Rahmen des ihm Möglichen und Zumutbaren Vorsorge für den Fall treffen, dass seine Ermahnungen nicht beachtet werden;
- Verbote muss er erforderlichenfalls durchsetzen.

Präventive Aufsichtsführung heißt:
- der Lehrer muss sich stets überlegen, ob durch die örtlichen oder zeitlichen Verhältnisse oder aus einem Verhalten der Schüler Gefahren entstehen können und wie er diese Gefahren abwenden kann.

### Verletzungen der Aufsichtspflicht
Bei einer Verletzung der Aufsichtspflicht sind je nach Fall unterschiedliche Rechtsfolgen denkbar:
- Schadensersatzverpflichtung durch das Zivilgericht
- Disziplinarstrafen durch das Dienstgericht
- Verurteilung durch das Strafgericht[3]

Näheres siehe dazu auch unter Aufsichtspflichtverletzung (BGB).
Aufsichtspflicht sollte idealerweise nicht nur einen ökonomisch reduzierten Gehalt des pädagogischen Einwirkens, wohl aber die Grundlage aufbauender Inhalte darstellen.

## Landesspezifische Regelungen

### Hessen
In Hessen ist die Aufsichtspflicht in der Verordnung über die Aufsicht über Schülerinnen und Schüler geregelt.
Der Umfang der Aufsicht erstreckt sich nach §3 Abs. 1 auf
- die verlässliche Schulzeit nach §15a des Schulgesetzes,
- den Unterricht, auch wenn er außerhalb des Schulgeländes durchgeführt wird,
- eine angemessene Zeit vor und sonstigen schulischen Veranstaltungen sowie nach dem Unterricht und die Zwischenstunden,
- Haltestellen des öffentlichen Personennahverkehrs, soweit sie räumlich und funktionell dem Schulbetrieb zugeordnet sind, sowie Schulbushaltestellen,
- die Pausen,
- die Mittagspause,
- Wege zwischen dem Schulgelände und anderen Orten, an denen Unterricht oder eine schulische Veranstaltung stattfindet (Unterrichtswege),
- sonstige schulische Veranstaltungen.

Die Grenzen der Aufsich regelt §4. Hiernach kann sich die Aufsicht ab Jahrgangsstufe 9 auf allgemeine Verhaltensanordnungen beschränken, soweit kein erhöhtes Gesundheits- oder Sachschadensrisiko besteht. Volljährige Schülerinnen und Schüler unterliegen nur bei erhöhten Gesundheits- oder Sachschadensrisiken der Aufsicht. Erhöhte Gesundheits- oder Sachschadensrisiken können insbesondere in naturwissenschaftlichen und technischen Fächern und Angeboten, im Schulsport sowie bei Schulwanderungen und Schulfahrten auftreten.

## Österreich
Die Regelung in Österreich ist wie folgt festgelegt:
Hier ein Gesetzesauszug:
Gemäß § 51 Abs. 3 Schulunterrichtsgesetz hat der Lehrer bzw. die Lehrerin nach der jeweiligen Diensteinteilung die Schüler in der Schule zu beaufsichtigen.
Sollten keine Lehrer in der Schule sein, kann die Aufsicht auch durch andere Personen erfolgen.